# 알략세이 리하체우스키
알략세이 이하라비치 리하체우스키(벨라루스어: Аляксей Ігаравіч Ліхачэўскі, 러시아어: Алексей Игоревич Лихачевский 알렉세이 이고레비치 리하쳅스키[*], Aliaksei Igorevich Likhacheuski, 1990년 6월 28일 ~ )는 벨라루스의 펜싱 선수로, 주 종목은 사브르이다. 그는 2012년 하계 올림픽의 남자 사브르 단체전에 교체 선수로 참가하였다.